# Форт-Вільям (Індія)
Форт-Вільям (англ. Fort William) — британська фортеця, що дала початок місту Калькутта.

## Історія
Старий Форт-Вільям було збудовано у 1701—1706 на кошти Британської Ост-Індійської компанії як одвічний оплот британського володарювання в Індії. Названий на честь короля Вільгельма III.
19 червня 1756 бенгальський наваб Сірадж уд-Даула захопив британську фортецю та перейменував її на Алінагар. Тієї ж ночі у «чорній ямі» були закатовані багато полонених англійців, у тому числі й поранені.
Після битви під Плессі форт відвоював Роберт Клайв і у 1758—1781 значно його розширив на випадок нового нападу. Той новий форт має форму восьмикутника. Старий форт був переобладнаний під митницю.
У 1772 тут започатковано Бенгальське президентство на чолі з Ворреном Гастінгсом.
У 1800 генерал-губернатор Індії лорд Річард Велслі заснував у Форт-Вільямі навчальний та науковий центр сходознавства, який мав подвійну мету: поширювати серед тубільців європейську освіченість і познайомити агентів Ост-Індійської компанії з мовами, літературою, історією та правами тих країн, якими компанія була покликана керувати. Першим директором коледжу став шотландський священик, богослов, проповідник і місіонер Клавдій Б'юкенен.
До 1830 Коледж Форт-Вільяма був одним з найвпливовіших наукових центрів у Північній Індії.
До 1833 фортеця залишалась резиденцією генерал-губернатора Індії.
Нині форт використовується для потреб індійської армії.

## Галерея

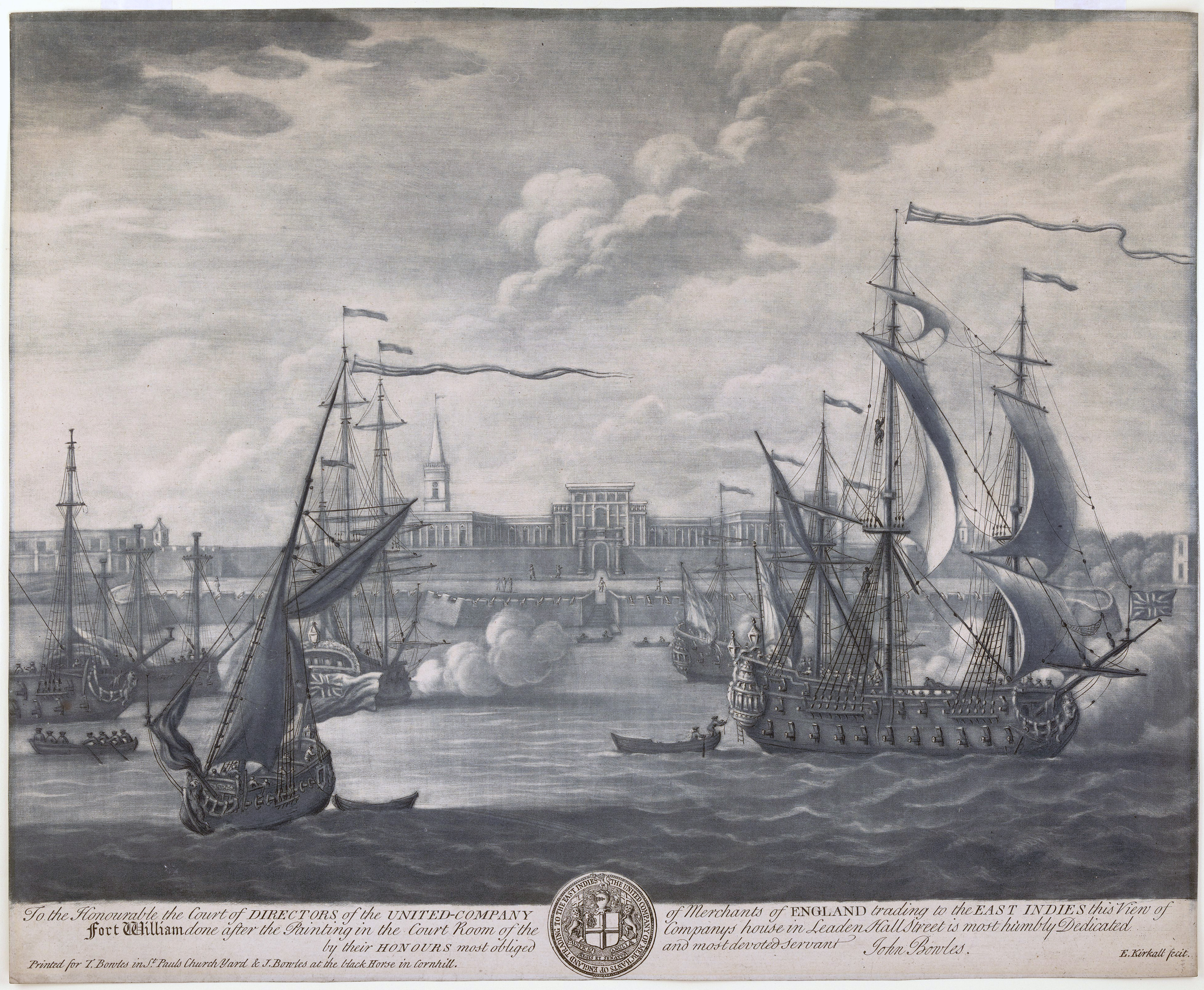
1735
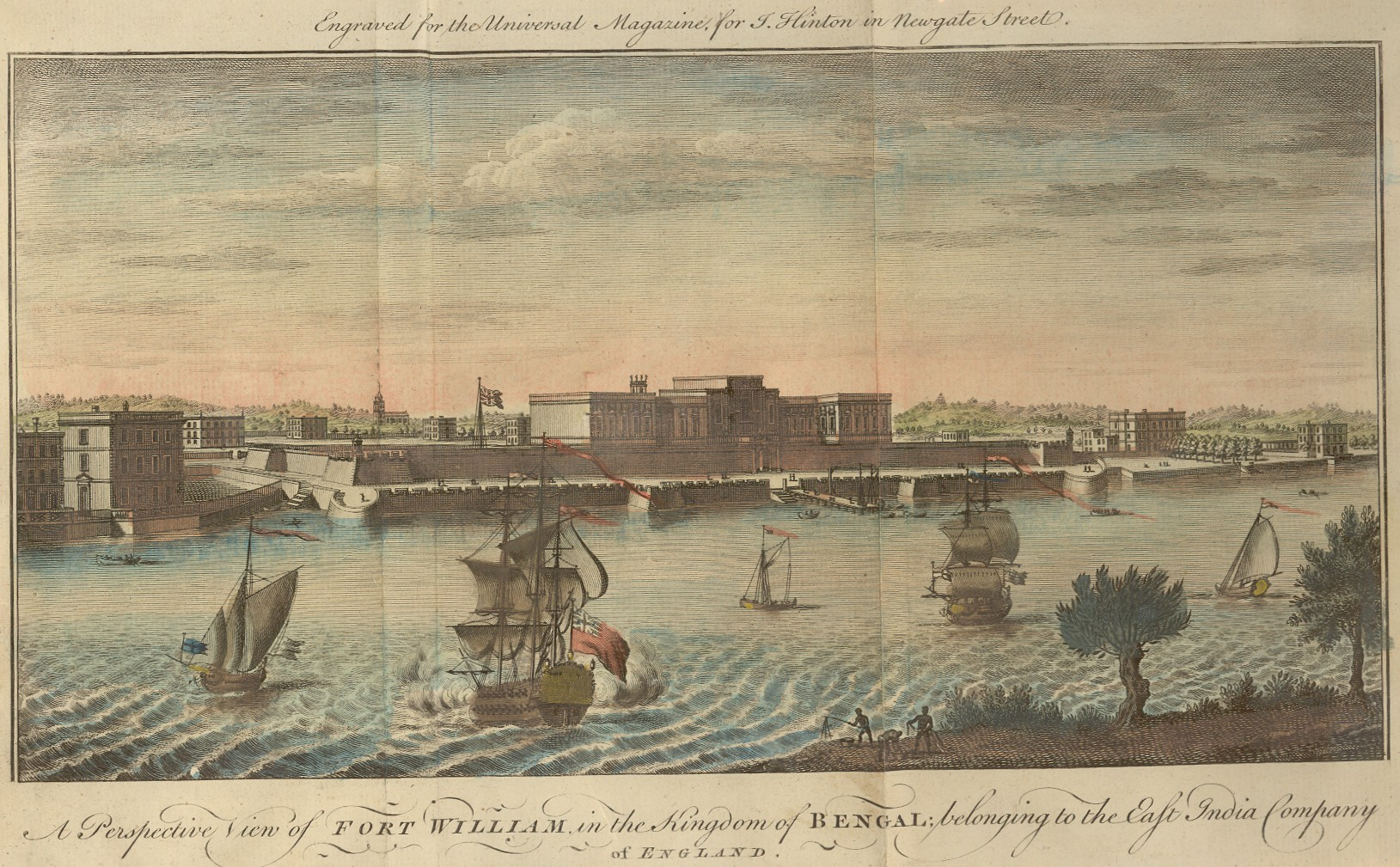
Fort William, by Jan Van Ryne, 1754
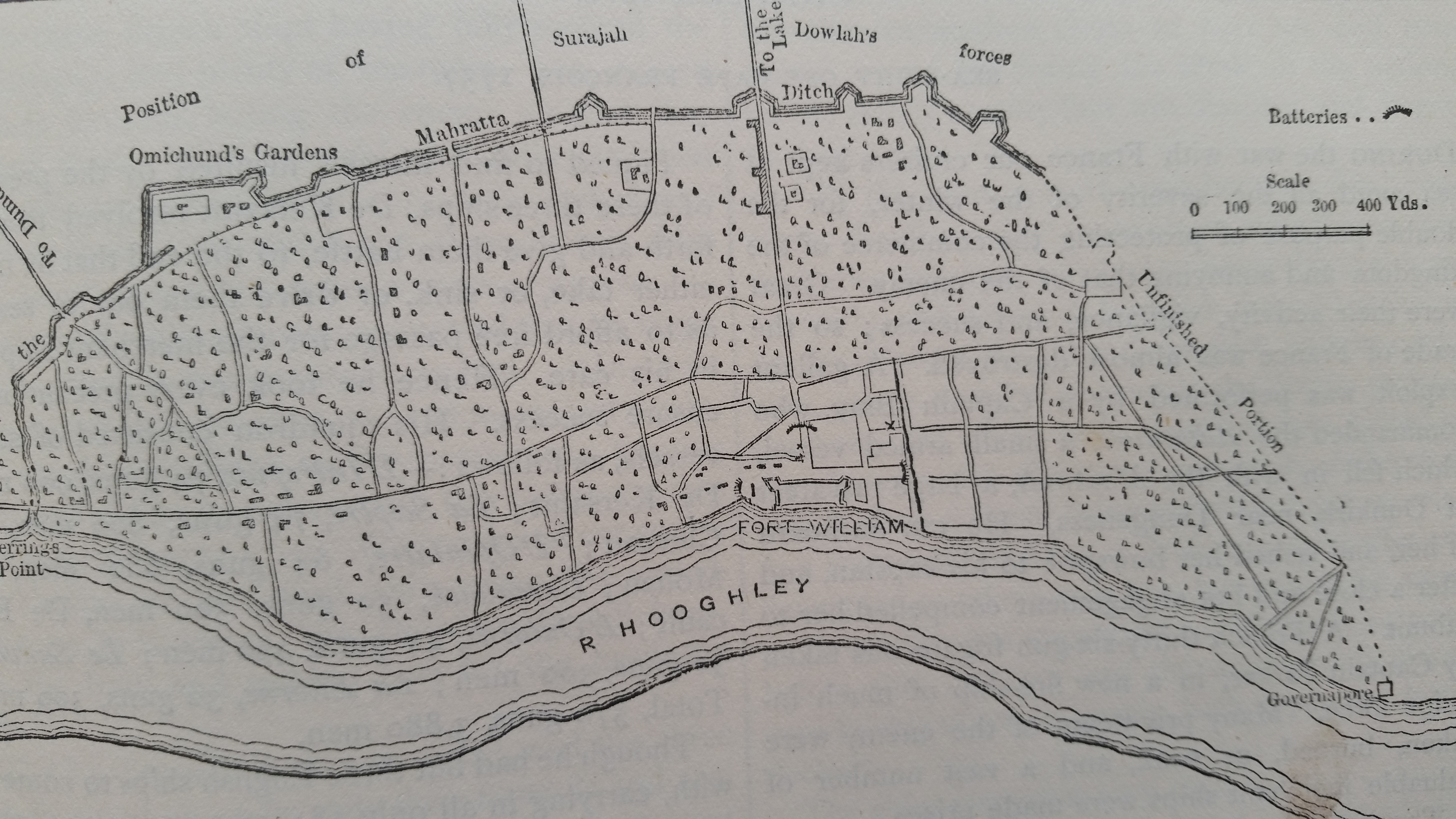
Fort William, Calcutta, 1756
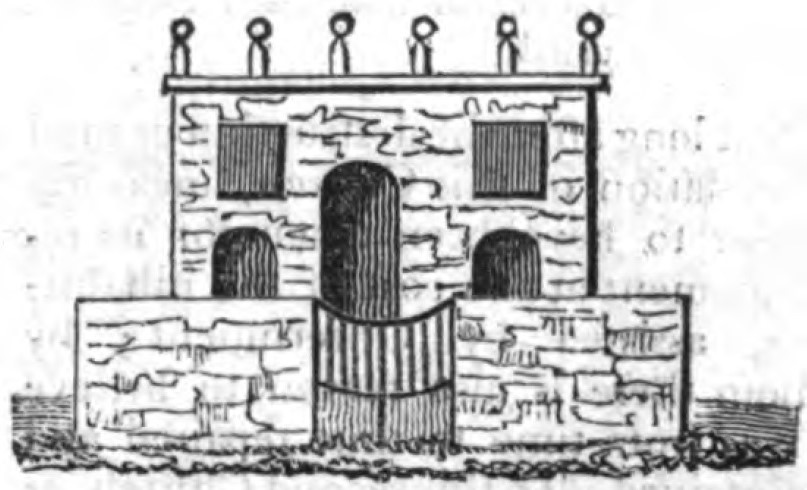
First English Chapel, Fort William, Calcutta. Raised in 1714, with contribution of Rs. 1000 by the East India Company (p. 197, March 1824)
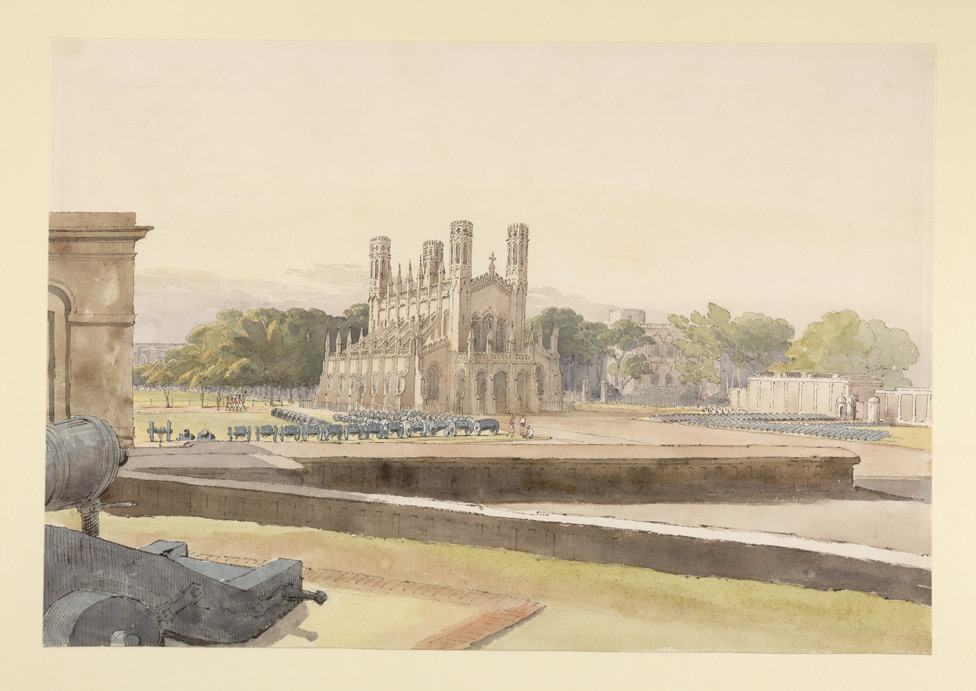
St Peter's Church, Fort William by William Prinsep 1835
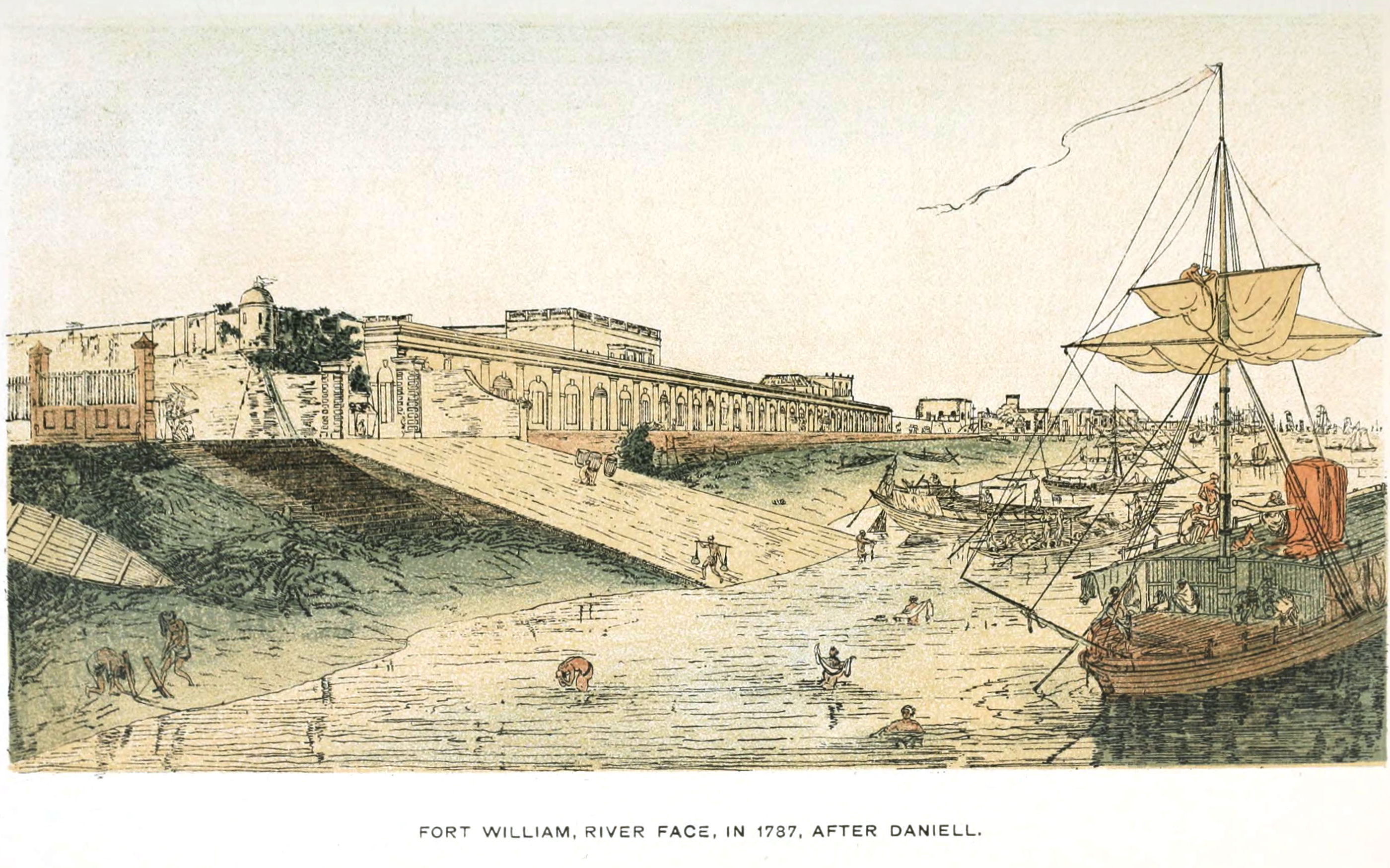
Fort William, River Face 1786 (from a coloured engraving by Thomas Daniell).
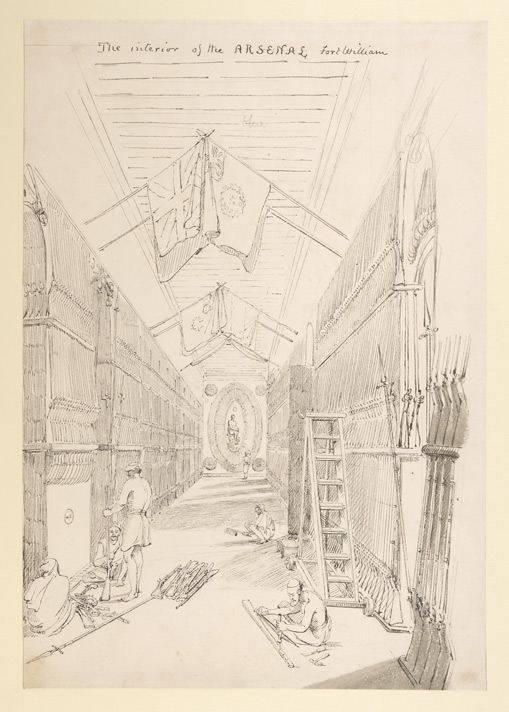
The interior of the Arsenal, Fort William by William Prinsep 1835
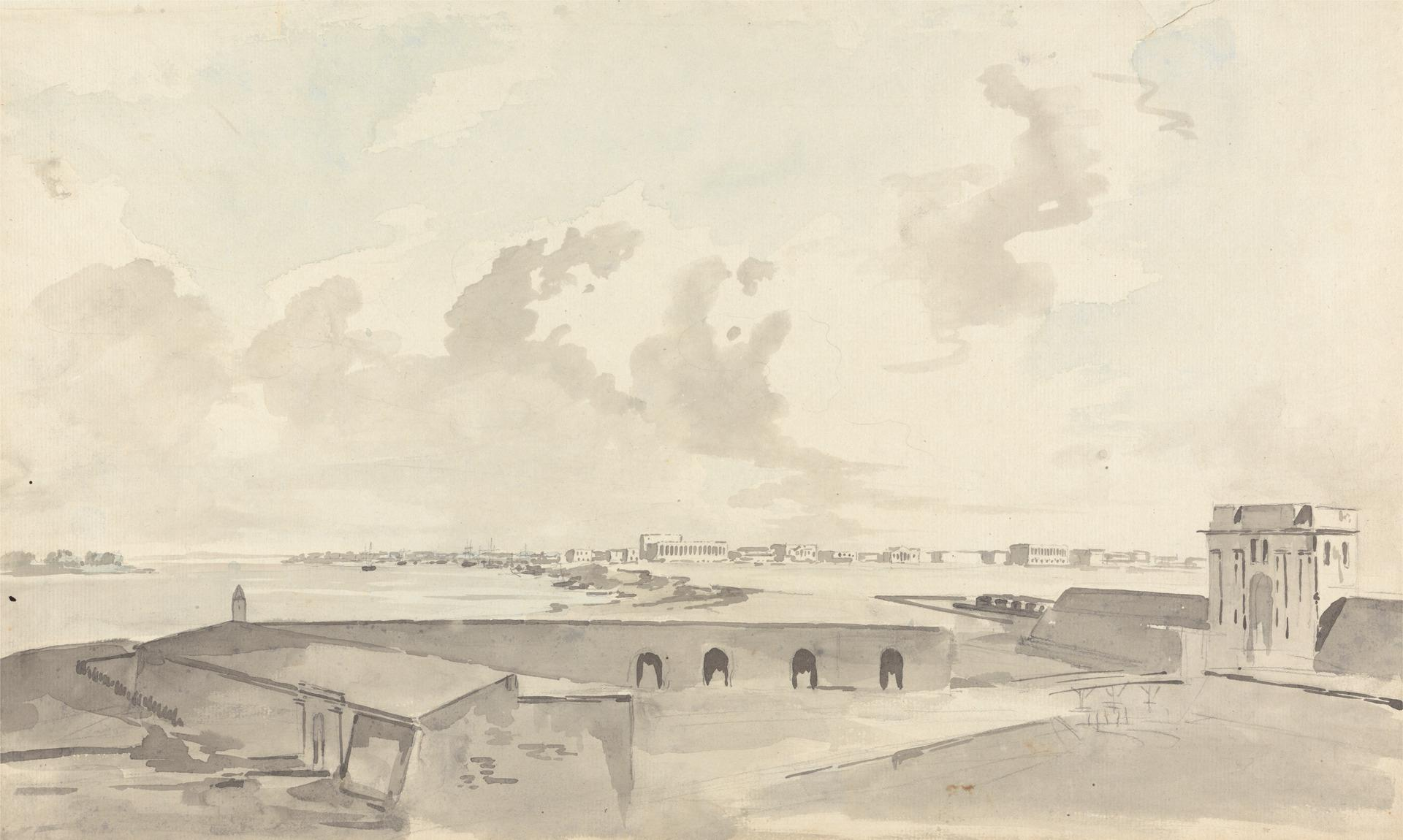
Fort William by Samuel Davis
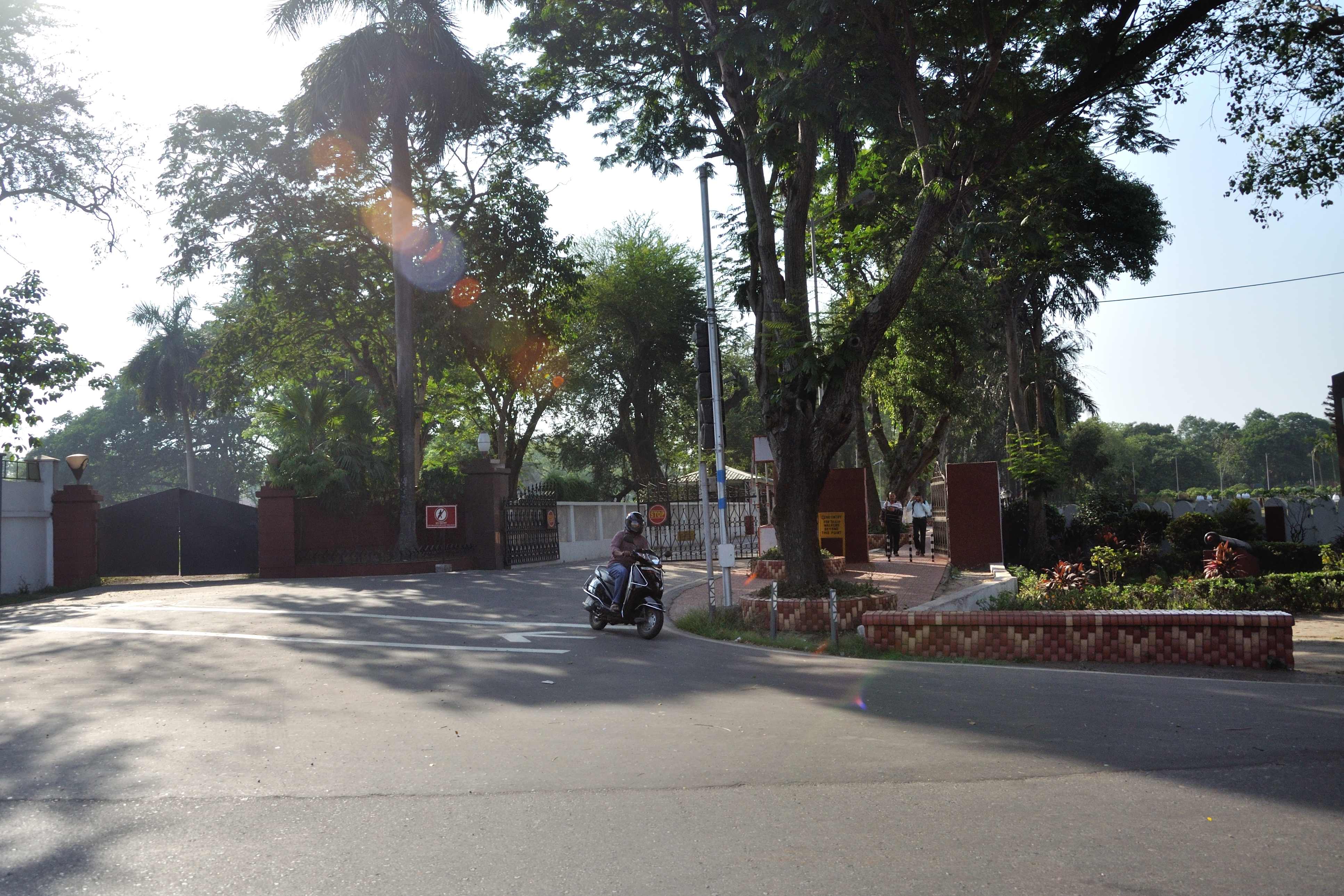
Головний вхід, 2013
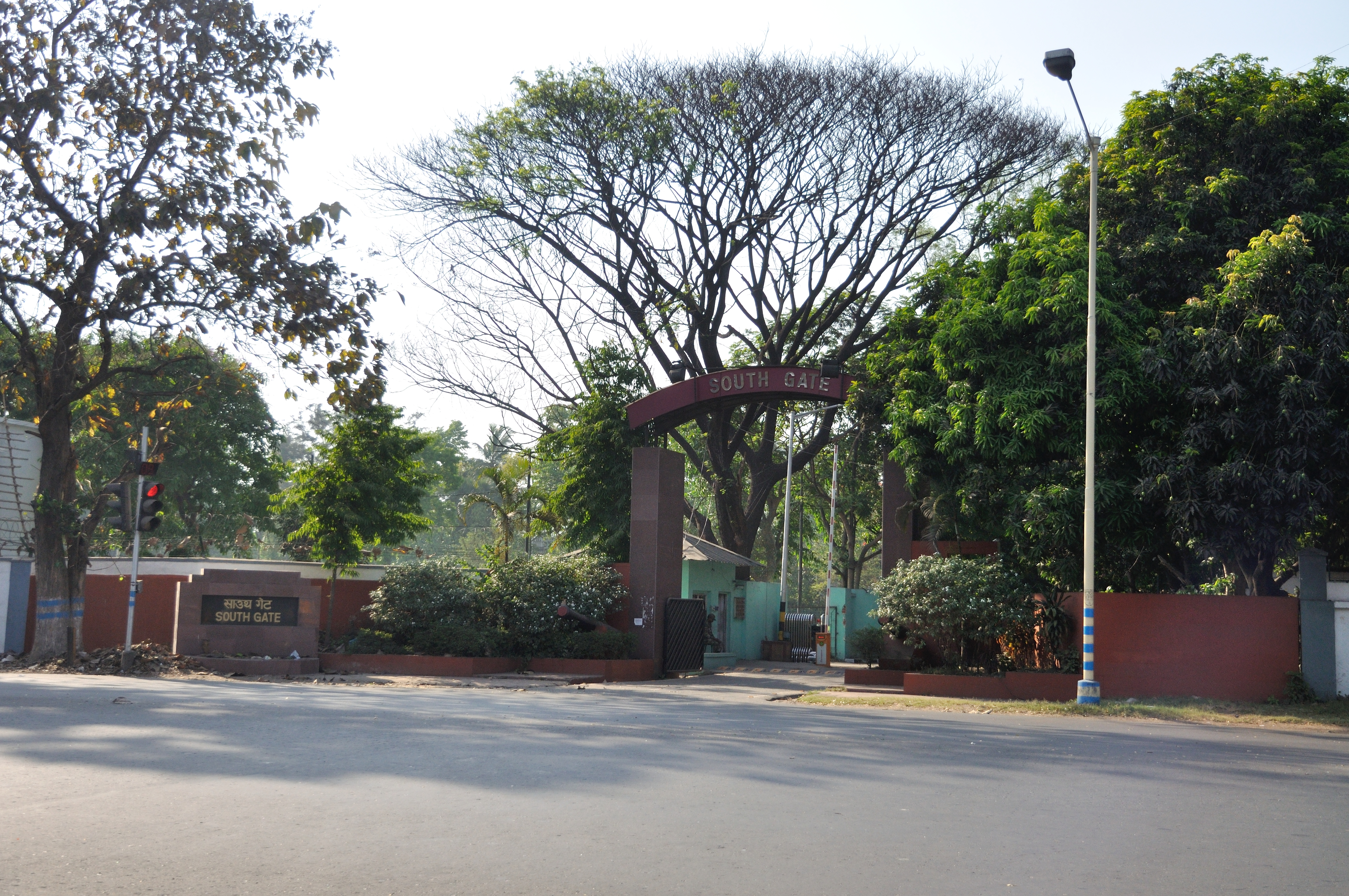
Південні ворота, 2013
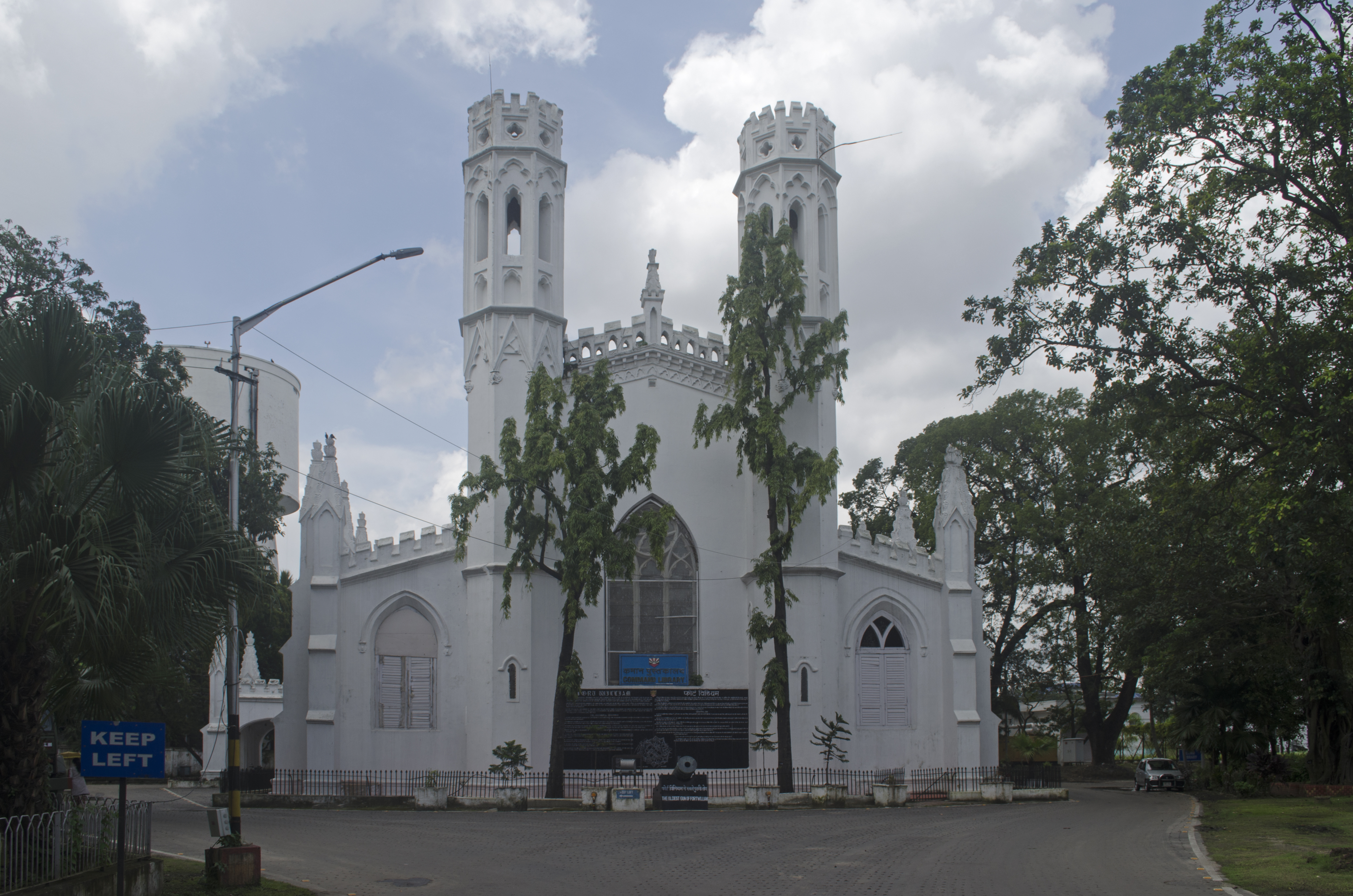
Церква святого Петра
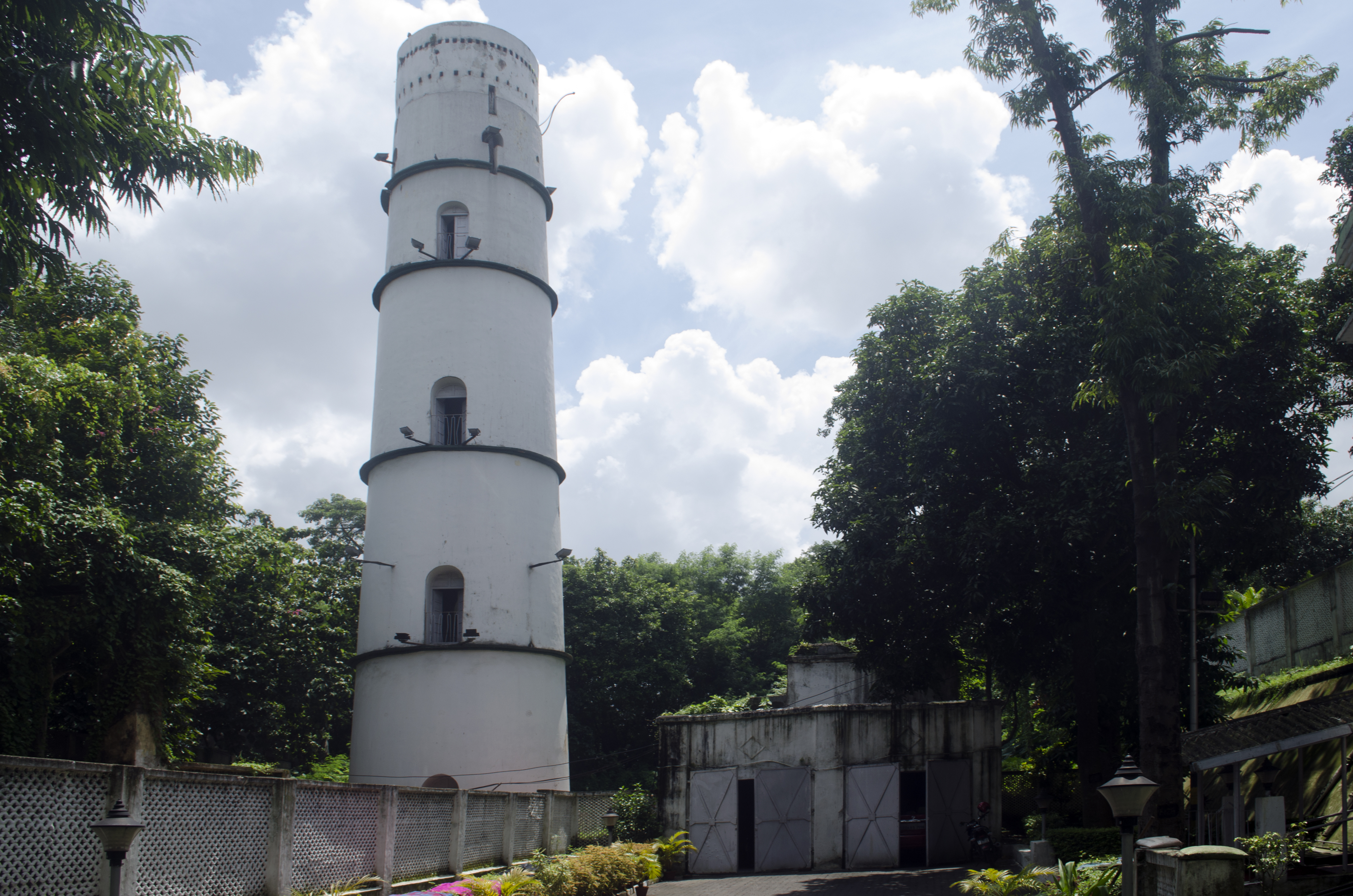
Semaphore Tower, Fort William, Kolkata
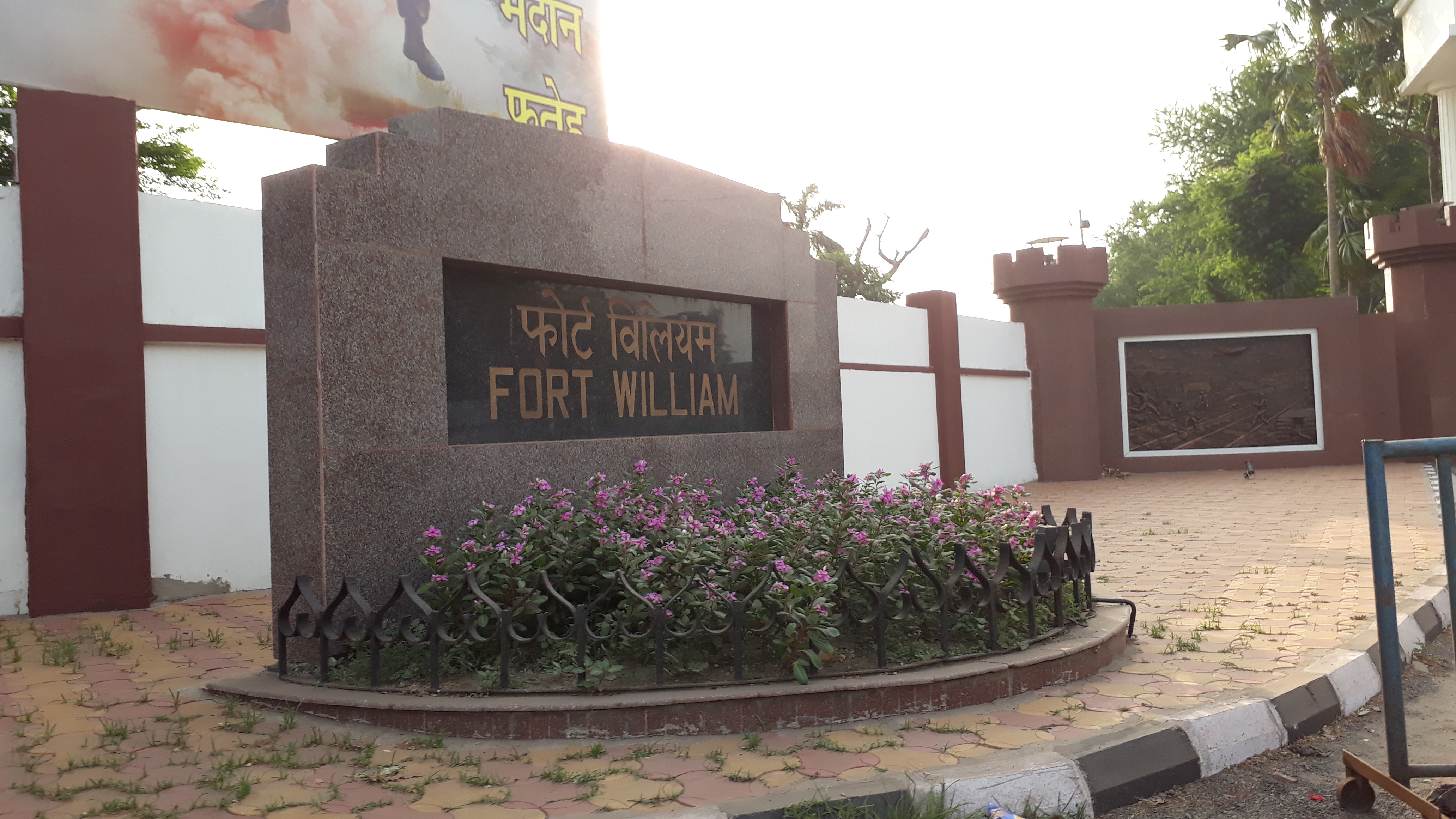
Головні ворота